# Bentley (Illinois)
Bentley és una població dels Estats Units a l'estat d'Illinois. Segons el cens del 2000 tenia 43 habitants.

## Demografia
Segons el cens del 2000, Bentley tenia 43 habitants, 18 habitatges, i 12 famílies. La densitat de població era de 118,6 habitants/km².
Dels 18 habitatges en un 33,3% hi vivien nens de menys de 18 anys, en un 55,6% hi vivien parelles casades, en un 5,6% dones solteres, i en un 33,3% no eren unitats familiars. En el 33,3% dels habitatges hi vivien persones soles el 16,7% de les quals corresponia a persones de 65 anys o més que vivien soles. El nombre mitjà de persones vivint en cada habitatge era de 2,39 i el nombre mitjà de persones que vivien en cada família era de 3.
Per edats la població es repartia de la següent manera: un 23,3% tenia menys de 18 anys, un 7% entre 18 i 24, un 23,3% entre 25 i 44, un 27,9% de 45 a 60 i un 18,6% 65 anys o més.
L'edat mediana era de 42 anys. Per cada 100 dones de 18 o més anys hi havia 106,3 homes.
La renda mediana per habitatge era de 23.125 $ i la renda mediana per família de 24.375 $. Els homes tenien una renda mediana d'11.750 $ mentre que les dones 16.250 $. La renda per capita de la població era de 9.269 $. Aproximadament el 18,2% de les famílies i el 15,4% de la població estaven per davall del llindar de pobresa.

## Poblacions properes
El següent diagrama mostra les poblacions més properes.